# شهر ملبورن
شهر ملبورن (به انگلیسی: City of Melbourne) یک منطقهٔ مسکونی در استرالیا است که در ویکتوریا (استرالیا) واقع شده‌است.